# 曾璠
曾璠（1512年—1595年），字子玉，號陽白，湖廣承天衛官籍，江西九江府彭澤縣人，明朝政治人物。

## 生平
嘉靖十六年（1537年）丁酉科湖廣鄉試第三十五名。嘉靖四十一年（1562年）壬戌科會試第一百三十名，登進士第二甲第三十四名進士。初为刑部主事，治狱有声，擢浙江司郎中，隆慶五年（1571年）四月升陕西布政使司右参议。其子曾省吾早其兩科中進士，一時傳為佳話。曾璠因儿子在朝中为太仆寺卿，主动回避，致仕还乡。年84岁而卒。著有《曾参议诗文集》。

## 家族
曾祖曾恭，指揮同知；祖父曾遜，知縣；父曾輝，母王氏；繼母魯氏。严侍下。兄曾重（千户）、曾禾。弟曾秉、曾岳。
其子曾省吾，嘉靖進士，萬曆初依附同鄉權臣張居正，官至工部尚書。居正敗，曾省吾也被奪官。